# Сьерральта, Франсиско
Франси́ско Андре́с Сьерра́льта Карва́льо (исп. Francisco Andrés Sierralta Carvallo; 6 мая 1997, Лас-Кондес, Чили) — чилийский футболист, защитник французского клуба «Осер» и сборной Чили.

## Клубная карьера

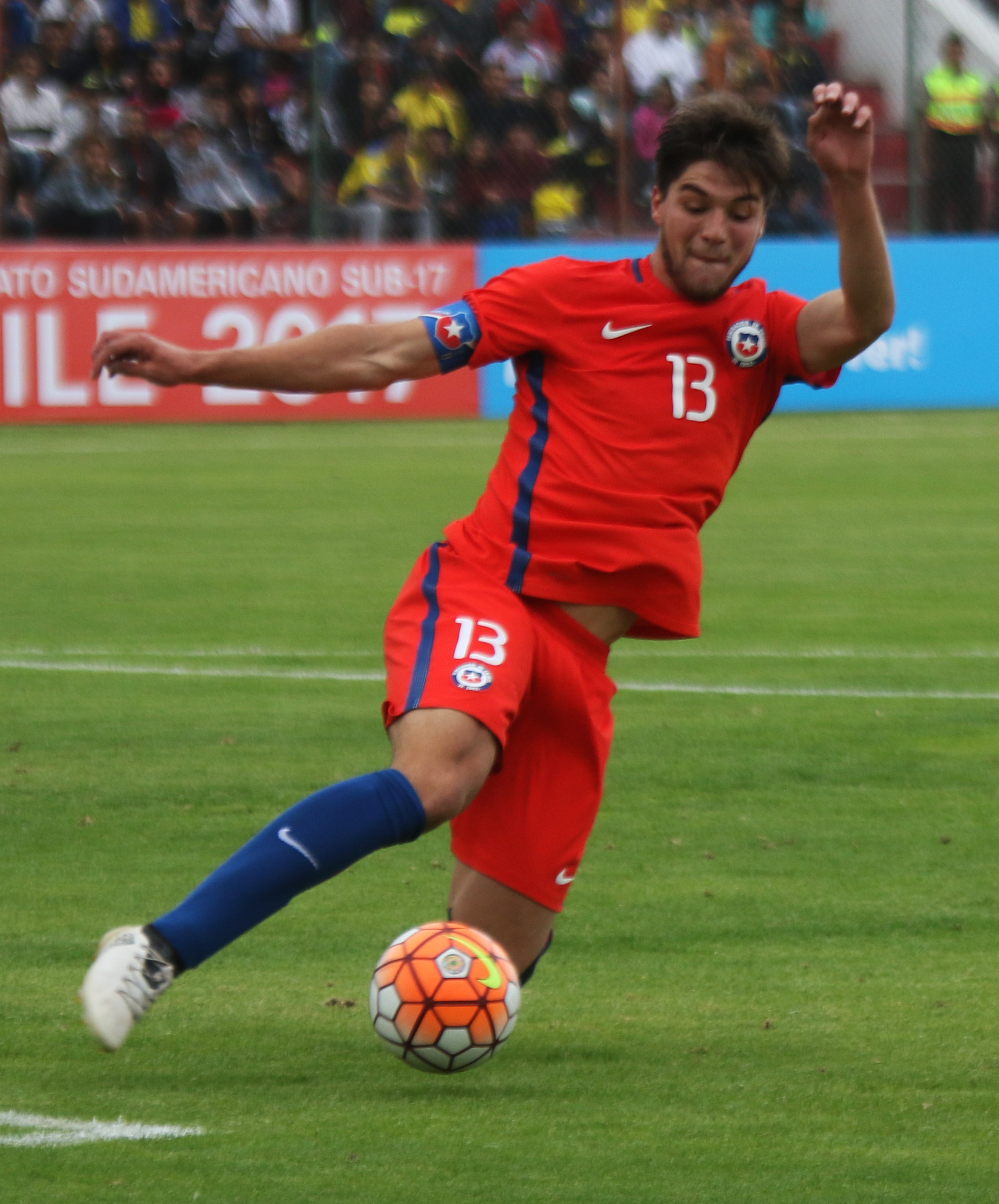
Сиерральта в составе молодёжной сборной Чили

Сьерральта — воспитанник клуба «Универсидад Католика». 8 июля 2015 года в поединке Кубка Чили против «Барнечеа» Франсиско дебютировал за основной состав. 26 сентября в матче против «Уачипато» он дебютировал в чилийской Примере. 18 декабря в поединке против «Палестино» Сьерральта забил свой первый гол за «Универсидад Католика». В составе клуба он выиграл чемпионат Чили, хотя его вклад в итоговую победу был минимален.
Летом 2016 года для получения игровой практики Франсиско на правах аренды перешёл в «Палестино». 6 августа в матче против «Уачипато» он дебютировал за новый клуб. 31 октября в поединке против «О’Хиггинс» Сьерральта забил свой первый гол за «Палестино».
Летом 2017 года Франсиско перешёл в итальянский «Удинезе» и сразу же на правах аренды был отдан в «Парму». 10 сентября в матче против «Брешии» он дебютировал в итальянской Серии B. По итогам сезона игрок помог клубу выйти в элиту и аренда была продлена на сезон 2018/19. 15 сентября 2018 года в матче против миланского «Интера» он дебютировал в итальянской Серии A. В начале 2020 года Сьерральта на правах аренды перешёл в «Эмполи». В матче против «Кьево» он дебютировал за новую команду. 3 марта 2020 года в поединке против «Кремонезе» Франсиско забил свой первый гол за «Эмполи». 
В 2020 году Сьерральта перешёл в английский «Уотфорд», подписав контракт на 3 года. 28 ноября в матче против «Престон Норт Энд он дебютировал в Чемпионшипе. 16 марта 2021 года в поединке против «Ротерем Юнайтед» Франсиско забил свой первый гол за «Уотфорд». По итогам сезона Сьерральта помог команде выйти в элиту. 29 августа в матче против «Тоттенхэм Хотспур» он дебютировал в английской Премьер-лиге. По итогам сезона клуб вновь вернулся в Чемпионшип, но игрок остался в команде. 

## Международная карьера
В 2017 года Сьерральта в составе молодёжной сборной Чили принял участие в молодёжном чемпионате Южной Америки в Эквадоре. На турнире он сыграл в матчах против команд Колумбии, Парагвая, Эквадора и Бразилии.
8 июня 2018 года в товарищеском матче против сборной Польши Сьерральта дебютировал за сборную Чили, заменив во втором тайме Пауло Диаса.
В 2021 года Сьерральта принял участие в Кубке Америки в Бразилии. На турнире он сыграл в матчах против команд Уругвая, Парагвая и Бразилии.

## Достижения
Командные
 «Универсидад Католика»
- Победитель чилийской Примеры — Клаусура 2016